# Wulian
Wulian är ett härad som lyder under Rizhaos stad på prefekturnivå i Shandong-provinsen i norra Kina.
1. ↑  http://www.geohive.com/cntry/cn-37.aspx